# Grist
Grist (també en aragonès, Grist; nom oficial castellà, Eriste) és una població de la vall de Benasc que pertany al municipi de Saünc, a la província d'Osca.
Es troba a una alçada de 1.118 metres, a la vora de l'embassament de Llinsoles, on les aigües de l'Aigüeta de Grist es troben amb les del riu Éssera. És punt de partida per pujar al pic de Pocets o Llardana.
L'any 2013 hi ha 152 persones registrades (173 persones l'any 1991). L'església de la plaça major, dedicada a Sant Fèlix, està construïda sobre una església romànica molt modificada.
Fins a l'any 1846 pertanyia al municipi de Benasc, però se'n separà, juntament amb Eressué, en virtut dels nous districtes municipals creats aquell any.

## Rutes
Les següents rutes de senderisme passen por la localitat:
- PR-HU 32 : finalitza aquí el seu trajecte.
- PR-HU 33 : comença aquí el seu trajecte.
- PR-HU 34 : comença aquí el seu trajecte.
- PR-HU 35 : comença aquí el seu trajecte.
- PR-HU 36 : comença aquí el seu trajecte.
- PR-HU 51 : finalitza aquí el seu trajecte.